# 普斯特瓦尔德
普斯特瓦尔德是奥地利施蒂利亚州穆尔河谷县的一个市镇。总面积105.21平方公里，总人口540人，人口密度5.1人/平方公里（2005年）。